# Pfarrkirche Amstetten-St. Marien
Die Pfarrkirche Amstetten-St. Marien steht in der Südtiroler Straße 1 in Allersdorf am südlichen Ufer der Ybbs in der Stadtgemeinde Amstetten im Bezirk Amstetten in Niederösterreich. Die der Heiligen Maria, Mutter der Kirche geweihte römisch-katholische Pfarrkirche  gehört zum Dekanat Amstetten in der Diözese St. Pölten.

## Geschichte
Die Kirche wurde von 1974 bis 1976 nach den Plänen des Architekten Johann Kräftner senior errichtet.

## Architektur
In einer Freifläche steht eine weiträumige dreiflügelige hofbildende Kirchenanlage unter Flachdächern, bestehend aus der Pfarrkirche und dem Pfarrzentrum.
Die Pfarrkirche ist in den Gesamtbau eingefügt und hat gestufte rechteckige Bauelemente mit aufgesetzten Pultdächern und schlitzartige Eckfenster.
Das Kircheninnere bildet einen fast quadratischen stützenlosen Saalraum unter einer dreigeteilten Flachdecke, der Mittelteil verläuft als gegenläufiges Sheddach, die Wände haben leicht rhythmisierende Wandtraversen, eine Glaswand zeigt eine quer gelagerte Kapelle.

## Ausstattung
Kruzifix, Schutzmantelmadonna, Tabernakel und Ambo schuf der Künstler Robert Herfert.
Die Orgel mit 13 Registern (13/II/P) baute Gerhard Hradetzky (1976).